# Фудзіміно

35°52′46″ пн. ш. 139°31′11″ сх. д. / 35.87944° пн. ш. 139.51972° сх. д.
Фудзі́міно (яп. ふじみ野市, ふじみのし, МФА: [ɸud͡ʑimʲino ɕi̥]) — місто в Японії, в префектурі Сайтама.

## Короткі відомості
Розташоване в південній частині префектури. Виникло на основі середньовічних сільських поселень. Утворилося 2005 року в результаті об'єднання міста Камі-Фукуока і містечка Ой. Основою економіки є харчова промисловість, виробництво електротоварів, новітні технології, видавнича справа. Станом на 1 жовтня 2008 площа міста становила 14,67 км². Станом на 1 січня 2009 населення міста становило 104 377 осіб.